# Пальцекрилкові
Пальцекрилкові (Pterophoridae) — родина лускокрилих з надзвичайно зміненими крилами, що надає їм форму літака з вузькими крилами. Хоча вони належать до Apoditrysia, як і більші молі та метелики, на відміну від них вони крихітні та раніше були включені до групи під назвою «microlepidoptera».

## Опис і екологія
Передні крила зазвичай складаються з двох вигнутих лонжеронів із більш-менш розпатланою щетиною, що тягнеться позаду. Це, на перший погляд, нагадує близькоспоріднених Alucitidae, але останні мають більшу кількість симетричних пер. Задні крила побудовані так само, але мають три лонжерони. Ця незвичайна структура не перешкоджає польоту. Кілька родів мають звичні крила лускокрилих.
Пальцекрилкові у нерухомому стані нагадують шматок висушеної трави і можуть залишитися непоміченими для потенційних хижаків, навіть коли відпочивають у відкритих місцях у денний час, оскільки їхні крила витягнуті вбік і вузько загорнуті.

## Таксономія
Невелику групу метеликів роду Agdistopis часто розглядають як підродину Macropiratinae у складі Pterophoridae, але останні дослідження показують, що цю групу слід розглядати як окрему родину. Близько 1580 прийнятих видів наразі прийнято для Pterophoridae.
Родина поділяється на такі підродини, триби та роди, деякі види також перераховані:

Підродина Agdistinae
- Рід Agdistis Hübner, 1825
  - Agdistis bouyeri
  - Agdistis linnaei

Підродина Ochyroticinae
- Рід Ochyrotica
  - Ochyrotica bjoernstadti

Підродина Deuterocopinae Gielis, 1993
- Рід Deuterocopus
- Рід Heptaloba
- Рід Hexadactilia
- Рід Leptodeuterocopus

Підродина Pterophorinae Zeller, 1841
- Триба Tetraschalini
  - Рід Tetraschalis
  - Рід Titanoptilus
  - Рід Walsinghamiella
- Триба Platyptiliini
  - Рід Amblyptilia Hübner, 1825
    - Amblyptilia acanthadactyla

  - Рід Anstenoptilia
  - Рід Asiaephorus
  - Рід Bigotilia
  - Рід Bipunctiphorus
  - Рід Buszkoiana
  - Рід Cnaemidophorus Wallengren, 1862
    - Cnaemidophorus rhododactyla

  - Рід Crocydoscelus
  - Рід Fletcherella
  - Рід Gillmeria Tutt, 1905
    - Gillmeria ochrodactyla

  - Рід Inferuncus
  - Рід Koremaguia
  - Рід Lantanophaga Zimmermann, 1958
    - Lantanophaga pusillidactyla

  - Рід Leesi
  - Рід Lioptilodes
  - Рід Melanoptilia
  - Рід Michaelophorus
  - Рід Nippoptilia
  - Рід Paraamblyptilia
  - Рід Paraplatyptilia
  - Рід Platyptilia Hübner, 1825Platyptilia celidotus
(Pterophorinae: Platyptiliini)Platyptilia falcatalis
(Pterophorinae: Platyptiliini)
    - Platyptilia aarviki
    - Platyptilia calodactyla
    - Platyptilia carduidactyla
    - Platyptilia celidotus
    - Platyptilia eberti
    - Platyptilia falcatalis
    - Platyptilia gonodactyla
    - Platyptilia nemoralis
    - Platyptilia nussi

  - Рід Platyptiliodes
  - Рід Postplatyptilia
  - Рід Quadriptilia
  - Рід Sinpunctiptilia
    - Sinpunctiptilia emissalis

  - Рід Sochchora
  - Рід Sphenarches
  - Рід Stenoptilia Hübner, 1825
    - Stenoptilia bipunctidactyla
    - Stenoptilia kiitulo
    - Stenoptilia pterodactyla
    - Stenoptilia zophodactylus

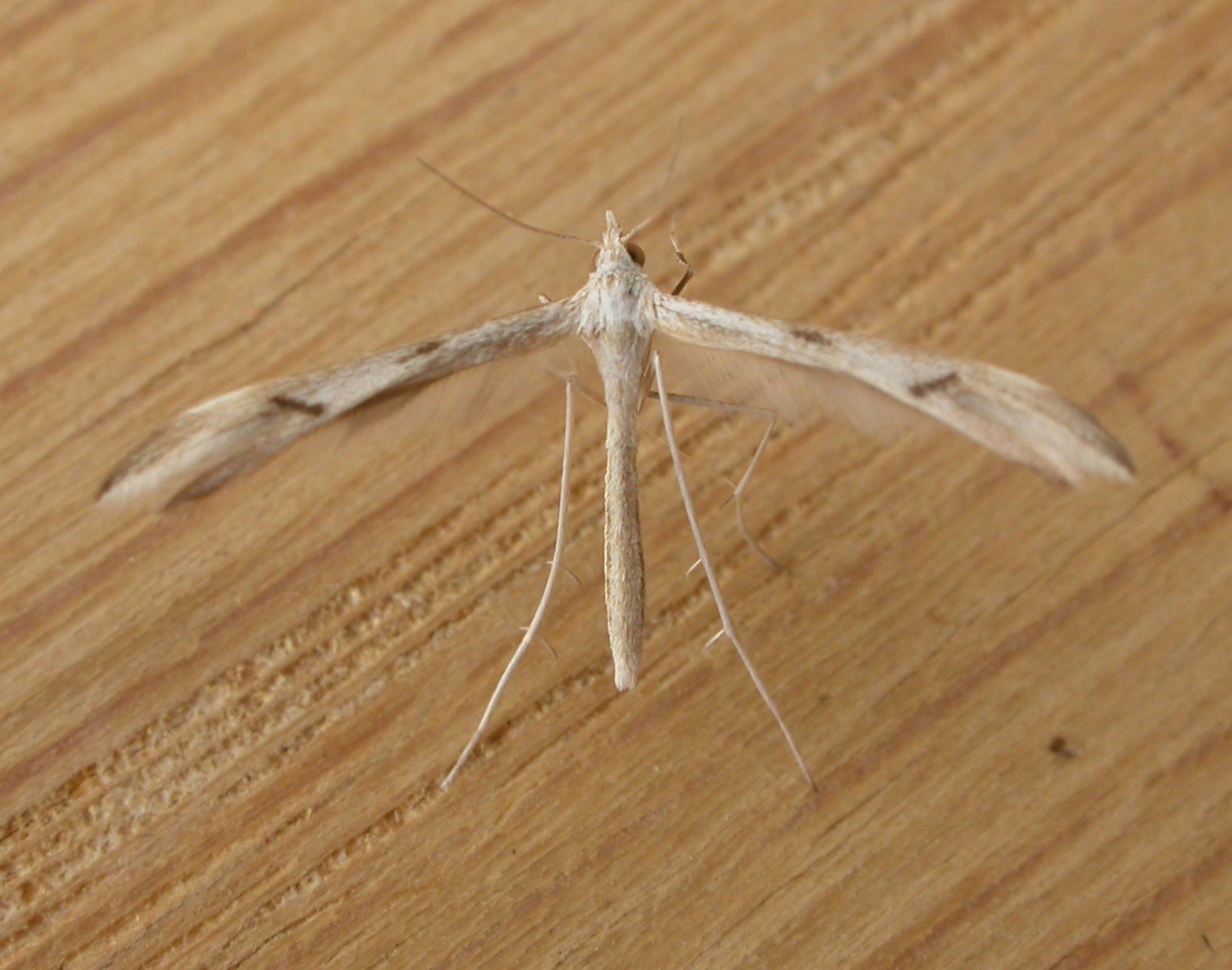
Platyptilia celidotus
(Pterophorinae: Platyptiliini)

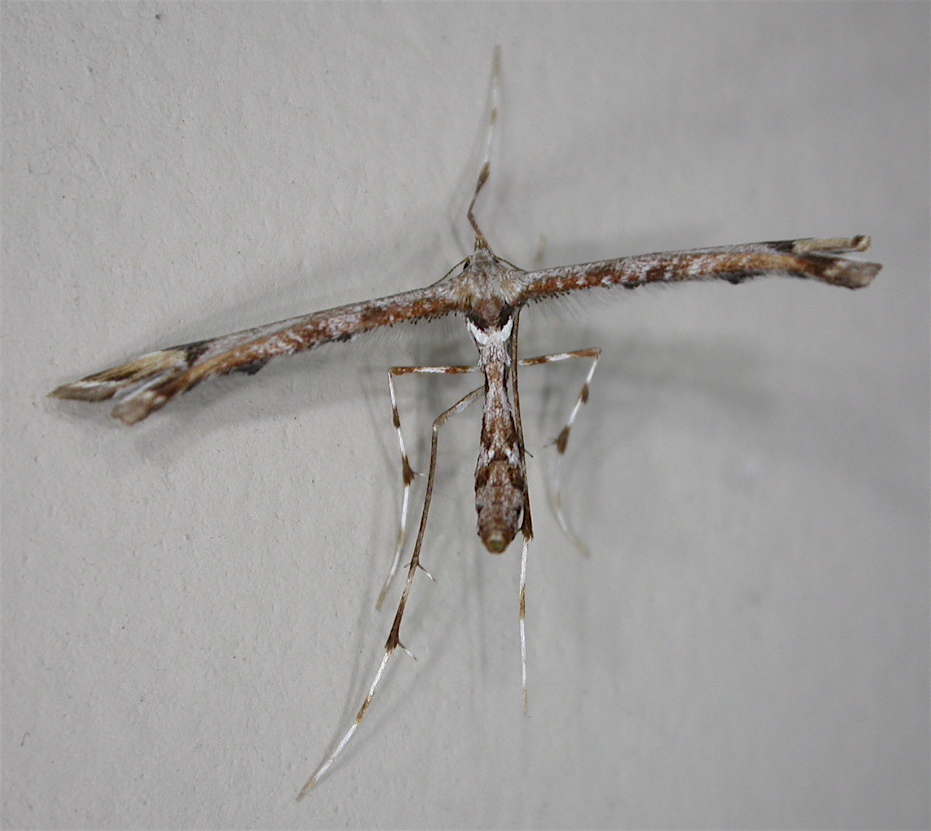
Platyptilia falcatalis
(Pterophorinae: Platyptiliini)

  - Рід Stenoptilodes Zimmermann, 1958
    - Stenoptilodes antirrhina

  - Рід Stockophorus
  - Рід Uroloba
  - Рід Vietteilus
  - Рід Xyroptila
- Триба Marasmarchini
  - Рід Arcoptilia
  - Рід Exelastis
  - Рід Fuscoptilia
  - Рід Marasmarcha
  - Рід Parafuscoptilia
- Триба Oxyptilini
  - Рід Apoxyptilus Alipanah et al., 2010
  - Рід Buckleria Tutt, 1905
    - Buckleria vanderwolfi

  - Рід Capperia
  - Рід CrombrugghiaStenodacma wahlbergi (Pterophorinae: Oxyptilini)
  - Рід Dejongia
  - Рід Eucapperia
    - Eucapperia continentalis

  - Рід Geina
  - Рід Intercapperia
  - Рід Megalorhipida Amsel, 1935
    - Megalorrhipida leucodactyla

  - Рід Oxyptilus
  - Рід Paracapperia

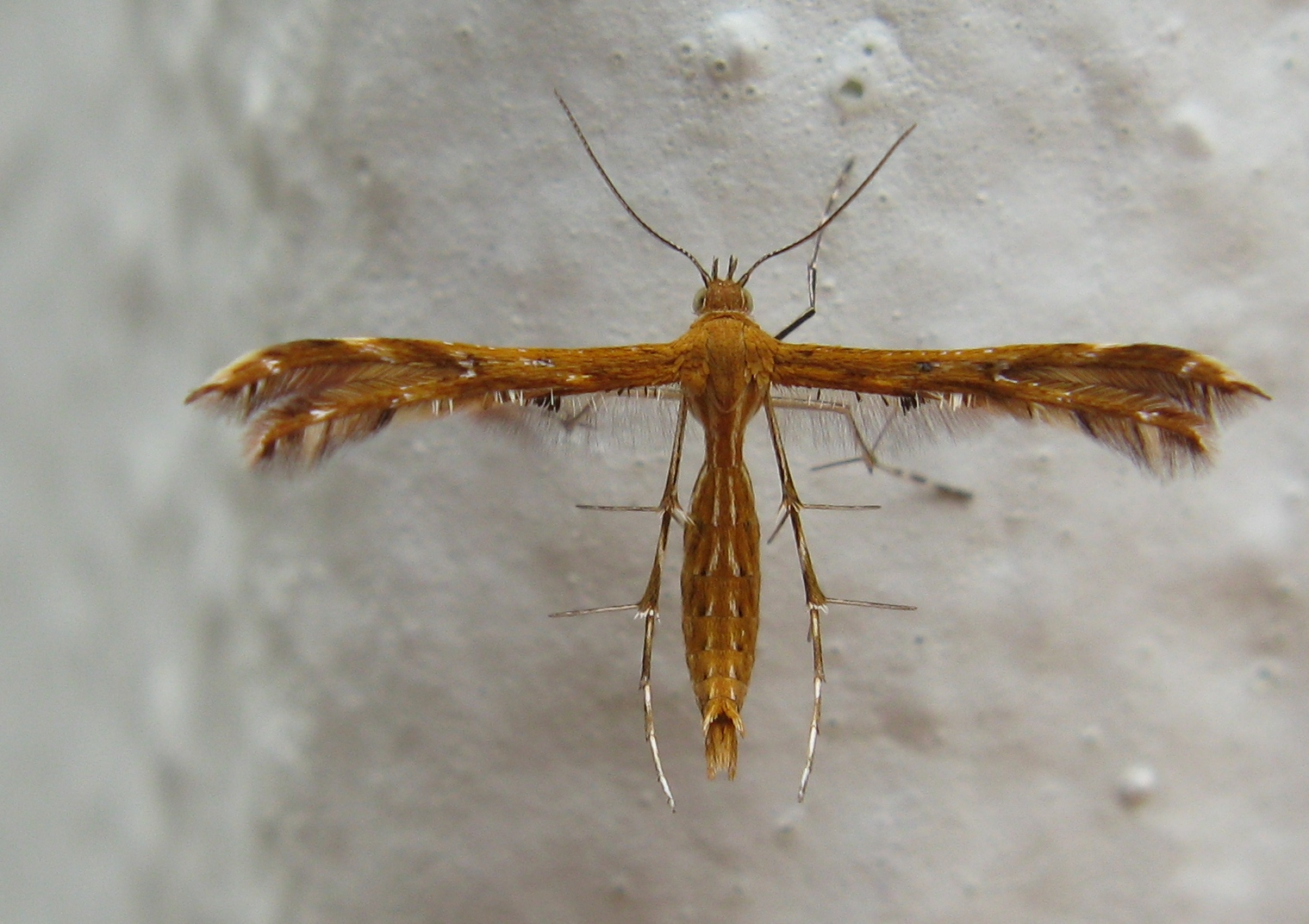
Stenodacma wahlbergi (Pterophorinae: Oxyptilini)

  - Рід Prichotilus Rose and Pooni, 2003
  - Рід Procapperia
  - Рід Pseudoxyptilus Alipanah et al., 2010
  - Рід Stangeia Tutt, 1905
    - Stangeia xerodesStangeia xerodes
(Pterophorinae: Oxyptilini)

  - Рід Stenodacma
  - Рід Tomotilus
  - Рід Trichoptilus
- Триба Oidaematophorini
  - Рід Adaina
  - Рід Crassuncus
  - Рід Emmelina Tutt, 1905
    - Emmelina monodactyla

  - Рід Gypsochares
  - Рід Hellinsia Tutt, 1905
    - Hellinsia balanotes
    - Hellinsia emmelinoida

  - Рід Helpaphorus
  - Рід Karachia

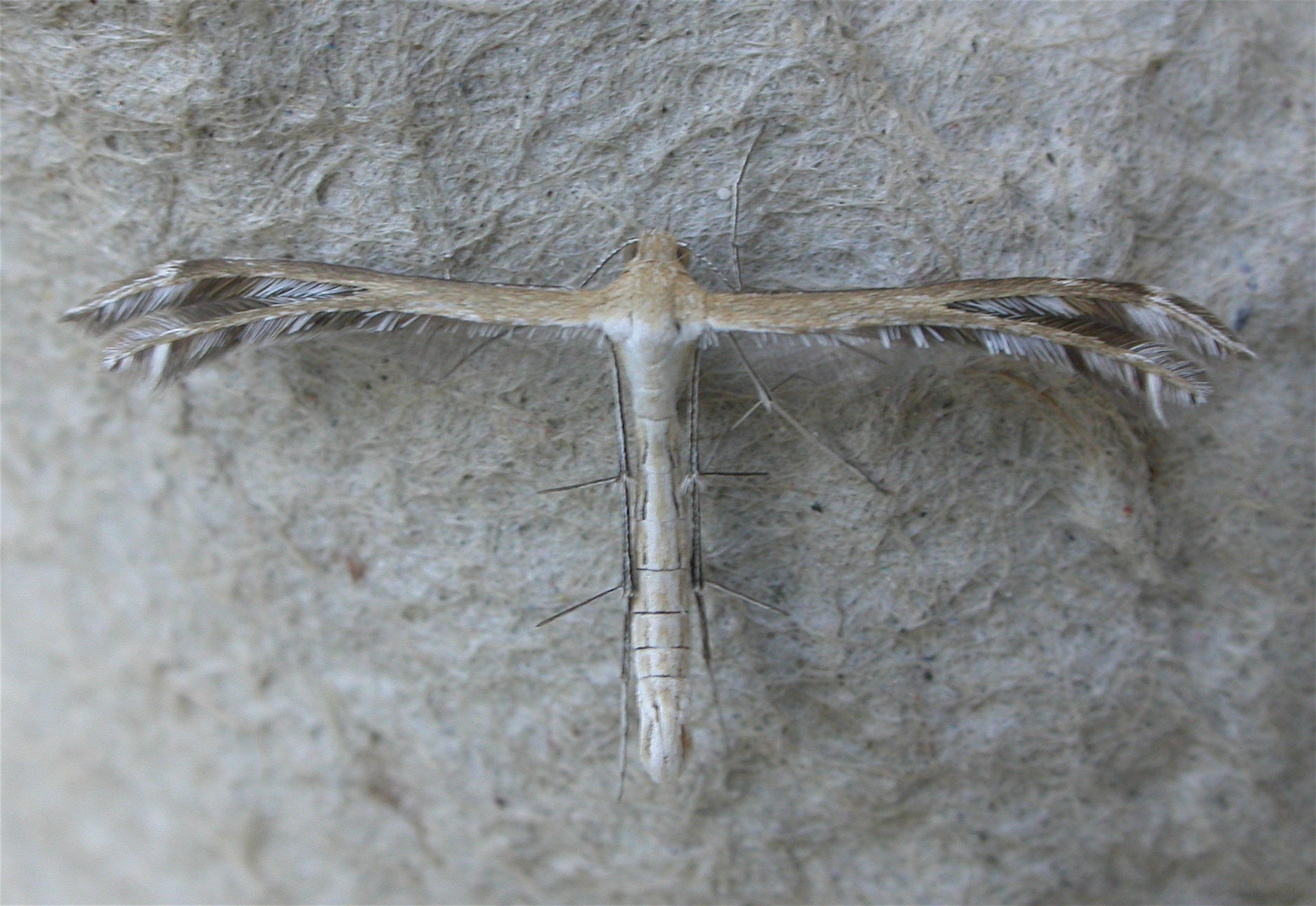
Stangeia xerodes
(Pterophorinae: Oxyptilini)

  - Рід Oidaematophorus Wallengren, 1862
    - Oidaematophorus beneficus

  - Рід Picardia
  - Рід Pselnophorus Wallengren, 1881
    - Pselnophorus meruensis

  - Рід Puerphorus
  - Рід Setosipennula
- Триба Pterophorini
  - Рід Calyciphora
  - Рід Cosmoclostis
    - Cosmoclostis aglaodesma
    - Cosmoclostis hemiadelpha
    - Cosmoclostis pesseuta

  - Рід Diacrotricha
  - Рід Imbophorus
    - Imbophorus aptalis
    - Imbophorus leucophasmus
    - Imbophorus pallidus

  - Рід Merrifieldia
  - Рід Oirata
  - Рід Patagonophorus
  - Рід Porrittia
  - Рід Pterophorus
    - Pterophorus pentadactyla

  - Рід Septuaginta
  - Рід Singularia
  - Рід Tabulaephorus
  - Рід Wheeleria Tutt, 1905
    - Wheeleria spilodactylus